# لیتیوم بیس (تری متیل سیلیل) آمید
لیتیوم بیس(تری متیل سیلیل)آمید  (به انگلیسی: Lithium bis(trimethylsilyl)amide) با فرمول شیمیایی C6H18LiNSi2 یک ترکیب شیمیایی با شناسه پاب‌کم 1530 است. که جرم مولی آن ۱۶۷٫۳۲۶ گرم بر مول می‌باشد. شکل ظاهری این ترکیب، جامد سفید است.